# Miloš Janoška
Miloš Janoška (ur. 28 stycznia 1884 r. w Jasieniowej na Orawie, zm. 28 grudnia 1963 r. w Liptowskim Mikułaszu) – słowacki pedagog, nauczyciel i inspektor szkolny, działacz turystyczny i krajoznawca.
W 1905 r. rozpoczął pracę jako nauczyciel w szkole w podtatrzańskiej Szczyrbie, od samego początku przeciwstawiając się wszechobecnej madziaryzacji. Bardzo wcześnie rozwinęło się u niego zainteresowanie górami, w które wkrótce zaczął prowadzić swoich uczniów. Szczególnie upodobał sobie Tatry: ubolewał, że wśród pierwszych zdobywców tatrzańskich szczytów i ścian było wówczas tak niewiele słowackich nazwisk.
Był autorem pierwszego słowackiego przewodnika po Tatrach (Sprievodca po Tatrách, wyd. w 1911 r.) oraz inicjatorem powołania pierwszego słowackiego towarzystwa turystycznego w Tatrach (Tatranský spolok tiristický, 1919 r.). Był również inicjatorem założenia w 1921 r. i (wraz z Pavlom Stachom) pierwszym redaktorem wychodzącego do dziś czasopisma „Krásy Slovenska”. W 1939 roku został wybrany honorowym przewodniczącym Klubu Słowackich Turystów i Narciarzy.